# 法瓦拉
法瓦拉（義大利語：Favara），是意大利阿格里真托省的一个市镇。总面积81.03平方公里，人口33744人，人口密度416.4人/平方公里（2009年）。ISTAT代码为084017。